# سرجو گراتسیانی
سرجو گراتسیانی (ایتالیایی: Sergio Graziani؛ ‏ ۱۰ نوامبر ۱۹۳۰ – ۲۵ مهٔ ۲۰۱۸) هنرپیشه، صداپیشه و مدیر دوبلاژ اهل ایتالیا بود.
از فیلم‌های او می‌توان به طلاق، شب بخیر، آقایان و خانم‌ها و پرندگان، زنبورهای عسل و ایتالیایی‌ها اشاره کرد.